# Quý tộc Hà Lan

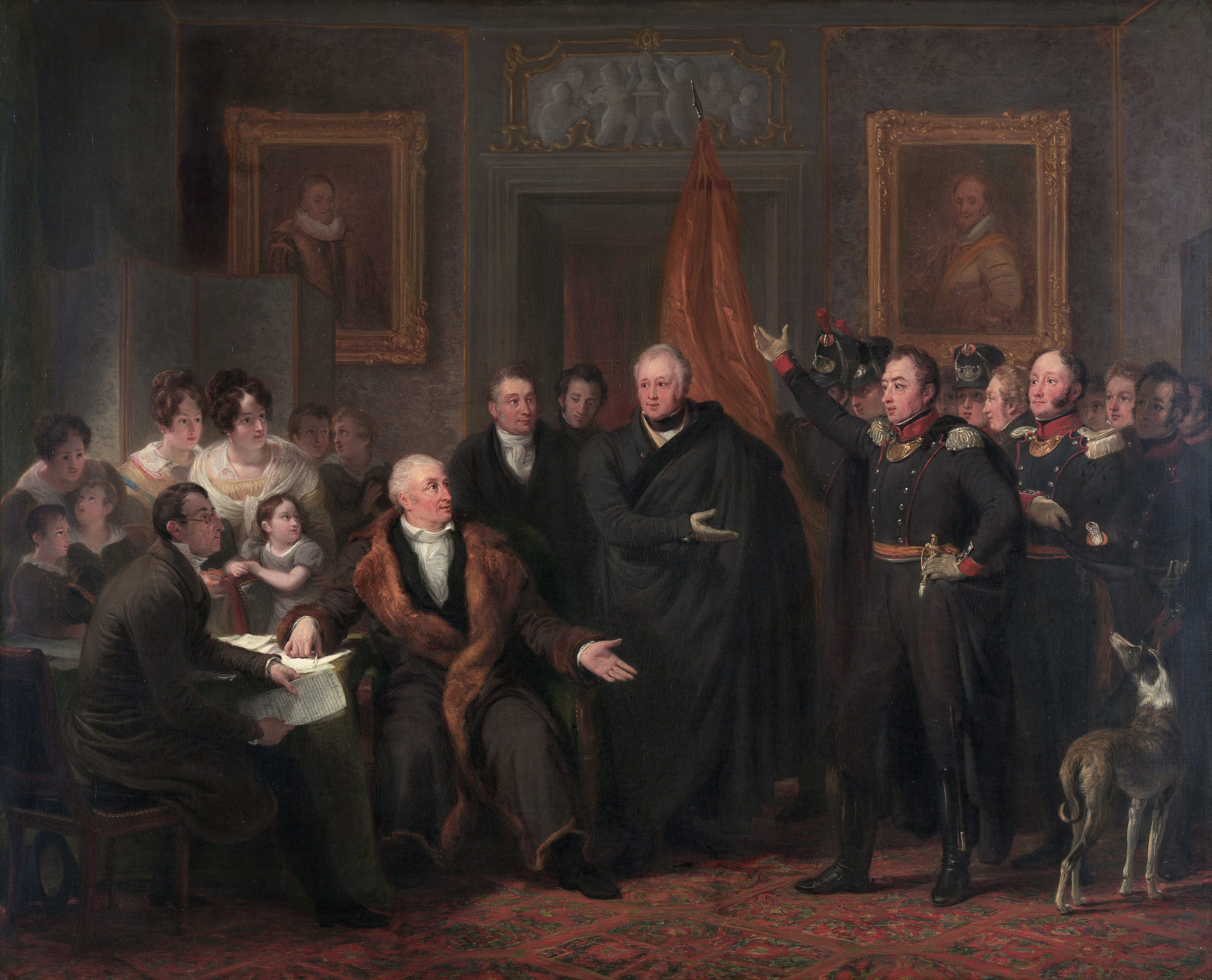
The Bộ ba lên nắm quyền năm 1813 (tranh của Jan Willem Pieneman)

Quý tộc Hà Lan (tiếng Hà Lan: Nederlandse adel; tiếng Pháp: Noblesse des Pays-Bas; tiếng Anh: Dutch nobility) là một tầng lớp xã hội ưu tú nhỏ bao gồm các cá nhân hoặc gia đình được công nhận là quý tộc, và có hoặc không có tước hiệu quý tộc ở Vương quốc Hà Lan.
Sự tồn tại của giới quý tộc được quy định trong Hiến pháp Hà Lan năm 1814. Những người thuộc giới quý tộc được hưởng một số đặc quyền nhất định, đặc biệt là có một ghế trong "Ridderschap", một hội đồng hành pháp và lập pháp trước đây tại khu vực hoặc tỉnh, theo đó có quyền lựa chọn các thành viên cho các Hội đồng cấp tỉnh. Với cuộc cải cách hiến pháp năm 1848, tất cả những đặc quyền này đã bị bãi bỏ và giới quý tộc mất vai trò hiến định. Kể từ đó, những đặc quyền duy nhất mà giới quý tộc Hà Lan vẫn được hưởng là quyền sử dụng hợp pháp các tước hiệu và được hoàng gia ban sắc lệnh hoàng gia.
Giới quý tộc hiện đang được điều chỉnh bởi Đạo luật Quý tộc, được thông qua thành luật vào ngày 1 tháng 8 năm 1994, và được giám sát bởi Hội đồng Quý tộc Tối cao một tổ chức nhà nước chính thức của Vương quốc Hà Lan cũng duy trì sổ đăng ký quý tộc chính thức.